# Dagon birivula
Dagon birivula är en fjärilsart som beskrevs av Dyar 1913. Dagon birivula ingår i släktet Dagon och familjen praktfjärilar. Inga underarter finns listade i Catalogue of Life.